# 鈴木ナオミ
鈴木 ナオミ（すずき ナオミ）は、イギリス・ロンドン在住のプロデューサー、歌手、女優、プレゼンターとして欧米で活動中のマルチタレント。
福岡県田川市出身、田川市観光大使（たがわ魅力向上大使）
UKダンスチャート（12位）、全米ラジオチャート（14位）にランクインし、BBC他、欧米のメディアで紹介される。
日本の震災・災害復興支援活動が認められ、イギリスの国会議事堂でのメモリアルコンサートの出演歌手として抜擢される。その後もイギリス国内、日本国内で復興支援関連のチャリティーイベントを開催し寄付を続けている。またネパール地震支援では、その貢献からネパールの労働大臣（Minister, Labour & Employment Ministry in Nepal）より『International Friendship Award Expert of the year』という賞を授与される。
2017年 内閣官房東京オリンピック競技大会・東京パラリンピック競技大会推進本部事務局が取り組むプログラム「Beyond2020」に認証された、日本の文化を世界に発信するプロジェクト「Bridge Together Project(日本へ行こうよプロジェクト)」を企画し、イギリス、アメリカで日本の文化紹介イベントを開催。
2018年　国歌斉唱：東北プライドデー(選手も観衆も同じユニフォームを着て復興を誓う日)に国歌斉唱を行う。(楽天イーグルスvs埼玉西武ライオンズ  楽天生命パーク宮城)
2019年　ラグビーワールドカップオフィシャルアンバサダー（正式名：ラグビーワールドカップ2019開催都市特別サポーター）に福岡県代表として大会本部組織委員会より任命され、2月に就任する。
[五郎丸歩（静岡）SKE48(愛知）NMB48(大阪) 八代亜紀（熊本）宮崎美子（熊本）橋本環奈（福岡）ももいろクローバーＺリーダー百田夏菜子（静岡）オードリー春日 俊彰（埼玉）他]
日英友好企画（Bridge Together Project)の一貫として、ユネスコ世界記憶遺産「山本作兵衛炭鉱記録画」ワールドツアーをプロデュース・開催。
2020年　6月にリリースされたシングル「Harder and Faster」がアメリカのチャートKings of spinsで1位獲得。
オンラインでのチャリティーイベント（イギリスの医療サービスNHS、熊本豪雨被災地支援）を開催
2021年　１月にリリースされたシングル「Pray for you 2021 Remix」が再びアメリカのチャートKings of spinsで１位獲得。
3月　東日本大震災10thメモリアルを配信で開催（ゲスト　夏木マリ、小柳ゆき、矢井田瞳、インコグニート・ブルーイ　等）
10月　子供支援のオンラインチャリティーイベント「Save the kids project」を開催。２日間で、のべ３万人の観覧数を達成。収益・寄付は全額　子供食堂等に寄付
2022年　東日本大震災11thメモリアルとして「トンガ支援チャリティー配信イベント」「Malo Tonga」を開催（のべ2万人の観覧数）駐日トンガ王国大使館に全額寄付
　　　　ユネスコ世界記憶遺産「山本作兵衛炭坑記録画ワールドツアー」再開
2023年　5月リリースのシングル「Find someone better」がUK J-pop チャートで2位になる。
2024年　能登半島地震被災地支援チャリティーコンサートツアーを開催（東京、仙台、ロンドン）

## イギリスでの活動

### 渡英当時
日本のテレビ番組音響効果として働く傍ら、日本でコマーシャルソングや、アニメソングなどを歌っていたところイギリスのプロデューサーにスカウトされる。
渡英後、NAOMI NANA名義で活動。初来英時から撮影されたドキュメンタリー『世界に挑戦する初の日本人シンガー』がBBCで放送される。世界への挑戦を試みた初の日本人シンガーとして欧米で話題になった。カイリーミノーグのプロデューサーとして有名なBrian Rollinsや、James Taylor Quartetなどイギリスで活躍する有名プロデューサーを迎えアルバム制作、BMGよりシングル『Future Love 』でメジャーデビュー。セカンドシングル『Closer than close』をリリースするも、その後日本側のプロデューサーの制作費持ち逃げ事件などが発覚し一度活動を休止する。
以降、数年間はそれまでのイギリスでの音楽活動の経験を生かし、日本からイギリスに来るアーティストの活動をオーガナイズするコーディネーターとして活躍。宇多田ヒカル、矢井田瞳、小柳ゆき、葉加瀬太郎、SUGIZOなどのアーティストの活動をコーディネートする。また日本の制作会社とも提携し、プリンセスダイアナ展、世界子供の絵展覧会など、日本で開催されるエキシビジョンをオーガナイズする。

### 歌手へ復帰
- 2010年、日本で開催された第2期プリンセス・ダイアナ展の会場のBGMとしてCHILL OUT系の曲制作を依頼され、後にそれらの楽曲をアルバム『Sweet Roses』に収録。『AJ Unity』のアーティスト名でイギリスでリリースしたところ、アメリカのプロモーターからアメリカでプロモートしたいと連絡が入り、2012年全米でのプロモーションが開始された。アルバムの中の「Jupiter」が全米ラジオチャート14位を記録。また、King of Spins（全世界1400のラジオ局の投票）では、3週間連続で1位を記録。10週間10位内をキープし、『イギリスで最も有名な日本人シンガー』と報道される。
- 2011年震災以降は、「音楽で生きる力を」をテーマにロンドンで支援コンサートを開催、またイギリスからの支援を届ける為に度々被災地を訪問しコンサートを開催している。
- その後、支援ソングとして「OUR SONG」「It is with you ( withあんべ光俊）」「大きな風」「Smile at me」をリリース。
- 2016年、AJ Unity名義で竜馬四重奏とのコラボ「Ｊ」を発表、「世界」への挑戦は続いている。
- イギリス最大の日本関連フェスティバル（毎年７万人以上を動員）『ロンドンジャパン祭り』の総合司会を第1回開催（2009年）から担当。自作自演のジャパン祭りテーマソング『IBUKI』は日本の文化を世界に広めよう！と「日本を発信する言葉」を世界中から集め繋いだ。楽曲も含め、ジャパン祭りはBBCラジオほか、イギリスメディアで度々紹介されている。
- また、女優としてイギリスのドラマやＣＭ、映画にも多数出演。有名な話は英国の名優ヒュー•グラントと『ブリジットジョーンズの日記』で共演。内容はラブシーンだった。
- 2019年　イギリスのジャズファンクのJames Taylor Quartet (TJQ)と日本の歌謡曲を世界に紹介するコンサートをプロデュース・出演（ゲスト：夏木マリ、鏡味 味千代、小谷ゆりこ）

### 東日本大震災支援活動
- 2011年東日本大震災発生当初、免疫不全、肝機能障害で生死の間を彷徨う中、突然「ナオミさんの音楽で被災地を救って下さい」という見ず知らずの津波で家を流された被災者からのツイッターメッセージを受け取り、「自分の音楽で被災地を支援したい」と奮起。病いから復活し、夏木マリ、斎藤ノブ、屋敷豪太らに呼びかけ復興支援ソング『HOME』『MOTHER』を制作する。

『HOME』の歌詞は、最初にツイッターメッセージを送ってきた被災者に当時の思いを作文にしてもらい、共同で制作する。
同年6月、ＣＤ制作に賛同した夏木マリ、斎藤ノブそして親交のある小柳ゆきらをロンドンに招いて、復興支援ライブを開催。
- 2012年には、プロデューサーにAndy Wright (Jeff Beck、Simply Red、David Bowie などのプロデュース)を迎え、復興支援ソング第２弾『OUR SONG』を発表。

この「OUR SONG」震災以降、東北応援コンサートとして参加している仙台「とっておきの音楽祭」のもうひとつのテーマソングとして知られる。
その後も、『音楽で生きる力を！』をテーマに、被災地に度々足を運び、東北50ヶ所以上の施設や仮設住宅を訪ね、イベントなどで慰問コンサートを開催して被災者を励ましている。
特に子供の支援にも力を注ぎ、東北の子供たちを支援する「子供の笑顔元気プロジェクト」に参加。イギリスから帰国の度に、笑顔バスに同伴して幼稚園などを訪問している。
現在も、収益（チケット・CD売り上げ)を、寄付として送っている。
- 2013年　岩手出身の歌手　あんべ光俊の「君がすき」を英語バージョンにした「It is with you」にプロデュース、兼ヴォーカルで参加。あんべ光俊の復興支援アルバム「とうほくLOVE」に収録される。
- 2015年　英日議員連盟主催で開催された英国会議事堂での東日本大震災メモリアルコンサート[1]では、初の日本人出演者、兼プロデューサーの役割を果たす。
- 2016年　イギリスの由緒あるコンサートホールで東北からの「ありがとう」とイギリスからの「がんばって」を繋ぐコンサートを主催。このような、日英を繋ぐ支援イベントに関するニュースは共に日英で報道される[2][3]。

熊本地震被災地サポートの為、2016年に復興支援全国ツアーを開催。各地でのツアーに参加した総勢3700名のオーディエンスの応援メッセージを収録したビデオを制作。
売り上げは寄付し、東北と熊本を繋ぐプロジェクトを遂行した。
訪問した福島の保育園での演奏会はNHKの取材を受け報道された。東北・被災地での活動は河北新報（河北新報 参照）や福島民報（福島民報 参照） などで1面に掲載される。東北の新聞でも度々取り上げられている。
- 2021年3月11日　東日本大震災10thメモリアルを配信で開催（ゲスト　夏木マリ、小柳ゆき、矢井田瞳、インコグニート・ブルーイ、猪狩大志＆ the voice of LOVE、human note、アサノタケフミ、黒瀬寛幸、黒瀬理知、佐々木恒芳、廣田丈自、海藤節生、Play for Kumamoto、ミュージカル劇団たまごファーム、未来へ繋ぐ合唱団。）  https://youtu.be/T6T94sjlqWQ

## その他の支援活動
- 2016年６月　ネパールの政治家主催　JICA, 在ネパール日本大使館の後援で、ネパール日本外交関係樹立60周年記念行事　ネパール地震1年メモリアルコンサートが開催され、シンガーとして招待を受けネパールの人気シンガーDharmendra Sewanと共演する。
- ネパールの学校を訪問、コンサートの収益を通学カバンに変えて寄付し、避難キャンプで歌う
- 2016年11月、ネパール地震の被災地訪問のため、ネパールに再度渡った際、ネパールの厚生労働大臣(Minister, Labour & Employment Ministry in Nepal)より「International Friendship Award Expert of the year」という賞を受賞、
- 被災地テントで暮らす300名の為のコンサートを開催。
- 2017年　九州北部豪雨被災地支援　チャリティーコンサート「皆のチカラ」 地元福岡県田川市の市町村町、地元の出身ミュージシャン参加で開催。収益は被害のあった添田町に全額寄付
- 2018年　福岡県庁で開催された西日本豪雨被災地支援チャリティーコンサート企画・出演
- 2020年　５月　イギリス医療機関（NHS）支援チャリティー配信イベント参加  ８月　熊本豪雨被災地支援チャリティー配信　企画プロデュース　NPOユアアクションに全額寄付
- 2021年 虹の架け橋Save the kids project　「子供支援チャリティー配信イベント」を２日間に渡り開催。のべ視聴者数は2万7,000人を超えた。「NPOユアアクション」（スポーツを通じた子ども支援）、「子供食堂KAKECOMI」、「有り、触れた、未来」（子供の自殺に問題提起した映画制作費用）に　全額寄付
- 2022年　東日本大震災11thメモリアルとして「トンガ支援チャリティー配信イベント」「Malo Tonga」を開催、駐日トンガ王国大使館を通じ子供支援に全額寄付
- 日本国内のみならず、世界各国で、音楽を通じた支援活動を積極的に行っている。

## プレゼンター
- ナオミのロンドンCALLING (ロンドン発信のラジオ情報番組）
- もしもしにっぽん in London
- ロンドンオリンピック「ありがとう」イベント
- 世界映像博覧会（NHK& BBCブース）
- MTVコマーシャルプレゼンター
- 松竹歌舞伎レセプション
- ジャパン祭り（2009年〜）
- 福岡県知事イギリス訪問福岡PRイベント
- 吉本興業芸人「ぜんじろう」ヨーロッパツアーロンドン公演

## リリース

### 鈴木ナオミ名義
- 2011年6月 MOTHER, HOME
- 2012年6月 OUR SONG, SORRY
- 2013年 It is with you (あんべ光俊「とうほくLOVE」に収録）
- 2014年6月 大きな風
- 2015年 SMILE AT ME, IBUKI（ジャパン祭りソング）
- 2018年11月　自分だけのヒストリー(配信）
- 2020年６月 HARDER AND FASTER(配信）  ９月PARY FOR YOU (配信）
- 2021年１月PARY FOR YOU 2021 Remix (配信）
- 2021年11月 I DON’T WANNA LET YOU GO (配信）
- 2022年3月 Smile at me 2022（Naomi Suzuki feat. Wakana & Ram） (配信）
- 2023年5月 Find Someone better (配信）---UK J-pop chart No.2 ---
- 2024年5月 Shine A Light -共犯者- (配信）

### AJ UNITY名義
- 2011年 アルバム SWEET ROSES
- 2016年 ミニアルバム J（Feat,Ryoma)
- 2016年 熊本地震チャリティーツアー

### 高橋なおみ名義
- 1994年11月 YOU'RE THE BEST PARTNER!／人生、きばってなんぼやねん（OVA「戦ー少女イクセリオン」サウンドトラックに収録）